# 欧特吕斯
欧特吕斯（法語：Hauteluce，法語發音：[otlys]）是法国萨瓦省的一个市镇，属于阿尔贝维尔区。

## 地理
欧特吕斯（45°45'4"N, 6°35'9"E）面积62.39 平方千米，位于法国奥弗涅-罗讷-阿尔卑斯大区萨瓦省，该省份为法国东部省份，历史上为薩伏依的一部分，北起上萨瓦省，西接伊泽尔省和安省，南部和东部与上阿尔卑斯省和意大利接壤。
与欧特吕斯接壤的市镇（或旧市镇、城区）包括：博福尔、科埃诺、克雷沃朗、贝勒孔布圣母村、莱孔塔米讷-蒙茹瓦、默热沃、阿尔利河畔普拉。

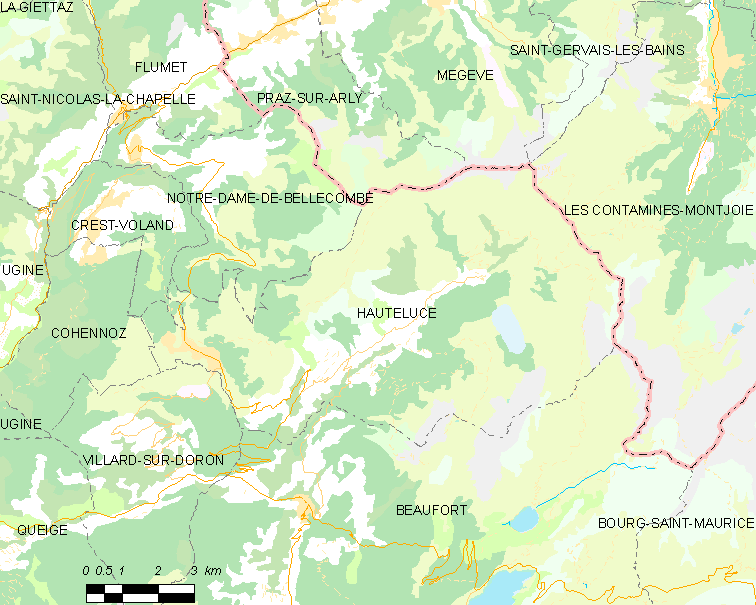
欧特吕斯的OSM定位图

欧特吕斯的时区为UTC+01:00、UTC+02:00（夏令时）。

## 行政
欧特吕斯的邮政编码为73620，INSEE市镇编码为73132。

## 政治
欧特吕斯所属的省级选区为于日讷县。

## 人口

1962-2008年间欧特吕斯人口变化图示

欧特吕斯于2022年1月1日时的人口数量为741人。